# Ugo Lodi
Ugo Lodi (Casteggio, 1º aprile 1910 – ...) è stato un calciatore italiano, di ruolo attaccante.

## Carriera
Ha totalizzato 68 presenze in Serie B con le maglie di Atalanta e Derthona.